# Chrysosoma obscuripes
Chrysosoma obscuripes är en tvåvingeart som beskrevs av Octave Parent 1934. Chrysosoma obscuripes ingår i släktet Chrysosoma och familjen styltflugor. Inga underarter finns listade i Catalogue of Life.